# Följetong
|  | Wiktionary har en ordboksartikel om följetong. |

Följetong (från franskan: feuilleton och feuille för blad i en bok) är en sammanhängande berättelse publicerad i avsnitt. Ofta slutar avsnitten med något spännande som får tittarna/lyssnarna/läsarna att undra vad som ska hända härnäst och därför komma tillbaka även för nästa avsnitt (en cliffhanger). En följetong kan publiceras i TV (TV-följetong, miniserie eller TV-serie), i radio (radioföljetong), tidning eller bokformat. Före televisionens genombrott var följetongsbegreppet väl spritt på biografer (se följetongsfilm).
Den franska termen feuilleton myntades av Julien Louis Geoffroy och Louis-François Bertin, redaktörer för Journal des Débats år 1800. Den användes ursprungligen om ett slags bilaga till den politiska delen av franska tidningar, bestående huvudsakligen av icke-politiska nyheter och skvaller, litteratur och konstkritik, en krönika i senaste modet, och epigram, charader och andra litterära bagateller. Det är även i betydelsen av "kultursektion" som ordet än idag används i ett stort antal språk.
Bilagan återflyttades senare till själva tidningen som understreckare men behöll den gamla beteckningen. När franska tidningar på 1830-talet började romaner i små partier som understreckare kom även dessa att kallas följetonger, och den betydelsen kom efterhand att ta över i svenskan.

## Följetongen inom litteraturen
Det var i Frankrike och England som följetongen uppkom i olika månadsmagasin under romantiken och den tidiga realismen i mitten av 1800-talet. Kända följetongsförfattare är Arthur Conan Doyle, Alexandre Dumas den äldre och Charles Dickens. Sherlock Holmes, Oliver Twist och Greven av Monte Cristo är typiska följetongsromaner.
Följetongsförfattarna var mycket hårt styrda av magasinsförläggarna för att det skulle passa läsarna och vad magasinet ville ha. Ett exempel är Dickens Pickwickklubben. Utgångspunkten var given av förlaget: fyra medelålders gentlemän bildar en klubb, ägnar sig åt sport och söndagsutflykter till landsbygden och gör bort sig. Det fanns redan teckningar på huvudpersonerna, så allt Dickens behövde göra var att ge personerna namn och försätta dem i komiska situationer.
Konkurrensen mellan de olika magasinen var hård. En riktigt bra följetong kunde nästan ge magasinet monopol. För att kunna nå så stor publik som möjligt omgärdades författarna med regler för att inte stöta sig med någon.
- Se omedelbart till så att din historia går hem hos läsarna så att de köper också nästa nummer.
- Skriv spännande – särskilt i slutet på varje avsnitt, med en så kallad cliffhanger.
- Komplicera inte rollfigurerna, polarisera och ge dem enkla karaktärsdrag.
- Berättelsen ska gå att läsa högt för hela familjen, så inte för mycket otäckt och inget sex.
- Gör alltid lyckliga slut, så att de goda får sin belöning och de onda sitt straff.
- Undvik politiska inslag. (Dickens bryter dock mot denna regel och når rekordupplagor.)

## Svensk press
I Sverige introducerades särskilda avdelningar för följetonger i Dagligt Allehanda 1839 och Aftonbladet 1841. Övrig press var också snabba att ta till sig nyheten och redan 1850 fanns det i tre fjärdedelar av alla Sveriges dagstidningar. Endast ett fåtal av dessa skaffade originalbidrag av svenska författare; majoriteten lånade vilt från olika källor. Det rättsliga skyddet för litterära verk var än så länge mycket outvecklat.
De mest namnkunniga av den tidens författare, såsom Gertrud Almqvist, Fredrika Bremer och Emilie Flygare-Carlén, lockades bara sporadiskt över till tidningsföljetongerna. De hade oftast bättre villkor hos bokförlagen. En enda av Flygare-Carléns romaner gick som följetong i dagspressen, Ett köpmanshus i skärgården. Den sålde författarinnan 1859 till Aftonbladet för över 6 000 riksdaler, en mycket stor summa pengar på den tiden. För en del mindre ryktbara författare blev följetongerna ett sätt att starta karriären. Exempelvis Viktor Rydberg som började sin bana med små äventyrsberättelser i Göteborgs Handels- och Sjöfartstidning och Jönköpingsbladet.